# Acantholycosa paraplumalis
Acantholycosa paraplumalis là một loài nhện trong họ Lycosidae.
Loài này thuộc chi Acantholycosa. Acantholycosa paraplumalis được Yuri M. Marusik, Azarkina & Koponen miêu tả năm 2004.